# هيزل إدواردز
هيزل إدواردز (بالإنجليزية: Hazel Edwards)‏ هي كاتِبة وكاتبة للأطفال أسترالية، ولدت في 1945.

## وصلات خارجية
- الموقع الرسمي